# Herning Messecenter Station
Herning Messecenter Station er en dansk jernbanestation i udkanten af Herning på den vestlige side af Messecenter Herning.
Stationen betjenes fast af Arrivas Alstom Coradia LINT 41-tog som en af stationerne på Skanderborg-Skjern-banen. Desuden ankommer særtog i forbindelse med arrangementer i messecenteret.

## Galleri
- Wikimedia Commons har flere filer relateret til Herning Messecenter Station

- Tidligere og nuværende perron set fra nord.
- Overgang til nuværende perron.
- Nuværende og tidligere perron set fra syd.
- Adgangsvej fra Baggeskærvej.
- Glasventeskure på tidligere perron.
- Arriva-tog til Herning.